# Вергун Ілля Володимирович
Ілля Володимирович Вергун (нар. м. Дніпропетровськ, нині Дніпро) — український військовослужбовець, капітан 93 ОМБр Збройних сил України, учасник російсько-української війни. Герой України (2023).

## Життєпис
У родинному місті Дніпрі закінчив Національний гірничий університет та військову кафедру при виші.
2015 року очолив Благодійний фонд «Українське серце патріота».
Учасник АТО/ООС. У 2017—2019 роках проходив службу за контрактом у 65-му ракетно-артилерійському арсеналі. Згодом працював у «Приватбанку».
Від 2021 року знову на службі: командир взводу, від березня 2022 — командир батареї протитанкових керованих ракетних комплексів 9К111-1 «Конкурс», від 2023 — заступник командира роти ударних безпілотників 93-ї окремої механізованої бригади.
Під час повномасштабного російського вторгнення в Україну брав участь у деокупації м. Тростянця Сумської области (керував протитанковими розрахунками) та стримував противника на Ізюмському напрямку. Підрозділи під керівництвом та за особистої участі капітана Іллі Вергуна ліквідували значну кількість ворожої техніки.
Любить знищувати ворожу техніку з українського ПТРК Стугна-П .
Брав участь в битві за Бахмут і отримав зірку Героя України з рук президента Зеленського біля Бахмуту .

## Нагороди
- Звання Герой України з врученням ордена «Золота Зірка» (21 березня 2023) — за особисту мужність і героїзм, виявлені у захисті державного суверенітету та територіальної цілісності України, самовіддане служіння Українському народу[3];
- Орден Богдана Хмельницького III ст. (21 червня 2022) — за особисту мужність і самовіддані дії, виявлені у захисті державного суверенітету та територіальної цілісності України, вірність військовій присязі[4].